# Productstichting
Een productstichting is een stichting die door producenten en importeurs van een bepaalde productgroep wordt opgesteld om deze producten te recyclen.
In Nederland worden producenten en importeurs van bepaalde productgroepen wettelijk als verantwoordelijk gezien voor het correct inzamelen en verwerken van de producten die zij op de markt brengen. In plaats van zelf hun eigen producten in te zamelen en recyclen kunnen producenten en importeurs ervoor kiezen een productstichting op te richten, om op die manier een gezamenlijk inzamel- en recyclenetwerk op te zetten. Zo voldoen zij aan hun producentenverantwoordelijkheid.
Er zijn in Nederland diverse productstichtingen: voor auto’s, elektr(on)ische apparatuur, lampen en armaturen, batterijen en accu’s, autobanden  en verpakkingsmateriaal.